# كمال بلان
كمال سليم بلان (19 أيار 1953 - 17 نيسان 2021) من مواليد السويداء، سوريا فنان وملحن سوري، وهو أول من أدخل العود العربي إلى صالة تشايكوفسكي للحفلات.
حائز على الجائزة الثانية في المسابقة العالمية للتلحين والعزف التي أقيمت في معهد يلينا غنيسينا في موسكو عام 2019.

## نشأته
أنهى كمال بلان دراسته الثانوية في السويداء. ثم سافر بعدها إلى الاتحاد السوفييتي للدراسة الجامعية في مدينة روستوف. حيث شارك في ما يقارب الخمس وثلاثين حفلة خلال فترة دراسته للغة والتي لم تتعدَّ السبعة أشهر وكان حلمه دخول الكونسرفاتوار ولكن الحظ لم يحالفه في هذا، فدرس الهندسة المدنية.
والفنان فهد بلان ليس فقط عم كمال بلان وإنما كانا صديقين حميمين حيث أنهما لم يفارقا بعضهما خلال فترة تواجده كلها في سوريا أي من عام 1983 إلى عام 1989.
وتجدر الإشارة هنا إلى أنه خلال فترة إقامته في سورية لحن العديد من الأناشيد لفرقة الدرب التي كان أحد مؤسسيها الأوائل، والتي غنت لشعراء المقاومة مثل محمود درويش وسميح القاسم وغيرهم فمن القصائد التي لحنها كمال «أموت اشتياقا»، «سأقاوم»، و«لأجمل ضفة أمشي». وبعدها عاد إلى الاتحاد السوفييتي مبعوثا من مؤسسة الإسكان العسكرية بمهمة مسؤول العقد لمجموعة فنادق اتُفق على بنائها في عدد من المدن.

## مسيرته الفنية
قام بتشكيل فرقة موسيقية عربية وبعدها أسس أول فرقة سمفونية للموسيقى العربية القديمة حيث جمع عازفين روس وعلمهم كيف يعزفون ربع العلامة وأيضا علّم المغنية الأوبيرالية الغناء باللغة العربية ومنذ ذلك الحين صار يقدم حفلات ينشر فيها الثقافة العربية. وكان أول من أدخل آلة العود وبالزي العربي على صالة تشايكوفسكي للحفلات متصدرا الفرقة الحكومية الأكاديمية الروسية للآلات الشعبية.
ويقول كمال بلان: «كان حلمي أن أعزف على آلة العود أمام فرق نادرة عالمياً، وحصولي على إمكانية العزف أمام الفرقة الأكاديمية الحكومية للآلات الشعبية الروسية الشهيرة، يعتبر انتصاراً لثقافة العرب. كان هدفي نشر الثقافة العربية كونها ليست ثقافة أديان فقط وإنما ثقافة فن وحضارة إنسانية، وقد تركت مشاركاتي في حفلات صالة «تشايكوفسكي» صدى كبيراً جعلني، وأقولها بفخرٍ، أبكي على خشبة المسرح وأنا أشاهد أعداداً كبيرة من الجمهور تتسابق لتقديم الورود لي».
أخذ كمال يطور فرقته السمفونية وأيضا أشرف على توزيع العديد من الموسيقى والأغاني العربية القديمة والمشهورة توزيعا سمفونيا فريدا من نوعه، بالإضافة إلى ألحانه التي ألفها بنفسه والتي باتت مشهورة.

## عمله في المسرح والسينما
عمل كمال بلان في التمثيل أيضا، فقد مثل في مسرح الأمم في موسكو مدخلا آلة العود للموسيقى التصويرية في مسرحية «الأحلام الملونة للحمار الأبيض».
كما ومثل في عدة أفلام ومسلسلات روسية بأدوار راوحت بين البسيطة والجادة. ومن هذه الأفلام والمسلسلات: مسلسل «الوطن» من إخراج بافيل لونغين، وفيلم سينيمائي بعنوان «عامل البار» عرض على الشاشة الروسية الكبيرة، وفي فيلم «جوني».
كما أنه تعاقد مع مسرح تيريزا دوروفا لتأدية الأدوار وعزف الموسيقى مع فرقة المسرح. وآخر أعماله في مسرح دوروفا كان في مسرحية «علاء الدين والمصباح السحري» حيث صدحت الموسيقى السورية الفلكلورية لأول مرة على خشبة هذا المسرح.
وشارك في الموسيقى التصويرية لثلاثة أفلام روسية وهي «الفصيلة التاسعة» و«لعبة التبييت التركية» و«الغرباء» الفيلم الروسي الأمريكي المصري المشترك.
أنشأ مدرسة للرقص الشرقي يقوم فيها بتعليم الفتيات على تمييز الموسيقى وعلى الرقص المسرحي. وقدم كمال بلان في مجال الرقص العديد من المسرحيات في عدد من مسارح موسكو مثل مسرحية «لترقص الروح» على مسرح نازاروف، ومسرحية «سفينة نوح» على خشبة مسرح جيغارخانيان.

## مؤلفاته
ألف كمال بلان عدداً من الأغاني أغلبها من كلماته وتلحينه.
- ملحمة «حزنت دمشق»
- جبينك عالي يا سوريا
- طير يا حمام
- أوعا تنام أوعا تنام أنت بجنة أهل الشام
- شوق الحمام اشتقنالك يا شام (من كلمات سعدو الذيب)

## وفاته
توفي عن عمر ناهز 67 عاماً في روسيا متأثرًا بإصابته بفايروس كورونا.